# Michael Seifert
Michael „Mischa“ Seifert (* 16. März 1924 in Landau, heute Schyrokolaniwka, Oblast Mykolajiw, Ukraine; † 6. November 2010 in Caserta, Italien) war ein NS-Kriegsverbrecher, der von 1950 bis 2002 in Kanada untergetaucht war und 2008 an Italien ausgeliefert wurde.

## Leben
Seifert wurde als Schwarzmeerdeutscher im ukrainischen Ort Landau geboren, der Anfang des 19. Jahrhunderts von deutschen Einwanderern im Kolonistenbezirk Beresan gegründet worden war. Er war das zweite Kind von Michael Seifert (sen.) (* 17. Mai 1886 in Landau) und dessen Frau Berta (geb. Fritz; * 9. Februar 1892 in Rosental). Sein Vater arbeitete bei der Post, verlor aber 1933 seine Arbeitsstelle, da er in Verdacht geriet, Hitler-Sympathisant zu sein. Die Familie verließ Landau, lebte zunächst bei einer Tante Seiferts auf der Halbinsel Krim und zog einige Monate später nach Dschankoj im Nordosten der Halbinsel. 1939 kehrten sie in die Ukraine zurück und arbeiteten auf einer Kolchose in der Nähe von Schönfeld (etwa 25 km von Landau). Schließlich zogen sie nach Nikolajew nordöstlich von Odessa in der Hoffnung, dort bessere Arbeit zu finden. Seifert fand hier auch eine Arbeitsstelle als Mechaniker in einer Werkzeugfabrik.

### Zweiter Weltkrieg
Nach dem deutschen Überfall auf die Sowjetunion im Juni 1941 wurden unmittelbar darauf so genannte Einsatzgruppen (A–D) hinter der Front eingesetzt. Nikolajew lag im Bereich der Einsatzgruppe D (Bereich der 11. Armee in der südlichen Ukraine, Bessarabien, Kischinew, Krim). Hilfskräfte wurden rekrutiert – vorzugsweise aus den volksdeutschen Bevölkerungsgruppen, da sie sich weitgehend loyal verhielten und vor allem über russische Sprachkenntnisse verfügten. Seifert bewachte zunächst als Hilfskraft eine Werft in Nikolajew. Als die Werft 1943 ihre Arbeit einstellte, wurde er als eine Art Hilfspolizist vom SD als Bewacher und Dolmetscher eingestellt. Dabei wurde er Augenzeuge von so genannten „Verhören“, Misshandlungen – handelte jedoch (nach eigenen Angaben) selbst nicht.
Im April 1944 durfte er seine Eltern besuchen, die aufgrund des Vorrückens der sowjetischen Truppen bereits nach Kallies (heute: Kalisz Pomorski) umgesiedelt worden waren. Noch während seines Aufenthaltes bei seinen Eltern fiel Nikolajew an die sowjetischen Truppen und ihm wurde befohlen, sich beim SD in Verona zu melden. Hier wurde er der Bewachungsmannschaft des Durchgangslagers (DuLa) Fossoli zugeteilt.
Ende 1944 wurde er von einem deutschen Militärgericht wegen Vergewaltigung verurteilt und zusammen mit dem wegen desselben Verbrechens ebenfalls verurteilten Otto Sein strafversetzt. Beide kamen im Dezember 1944 ins Polizei-Durchgangslager Bozen in der heutigen Reschenstraße in Bozen, das Mitte 1944 errichtet worden war. Kommandant war der frühere Kommandant des Durchgangslagers Fossoli, SS-Untersturmführer Karl Friedrich Titho. Sein Stellvertreter war SS-Hauptscharführer Hans Haage (1905–1998).
Im DuLa Bozen wurden zunächst die Gefangenen des DuLa Fossoli aufgenommen, das – wegen des Vorrückens der alliierten Truppen – am 2. August 1944 aufgegeben worden war. Die Gefangenen waren größtenteils aus „politischen“ (Widerstandskämpfer, Antifaschisten, Deserteure, Streikende oder einfach nur unter Verdacht Stehende) oder rassistischen Gründen (Juden, Sinti) bzw. als „Sippenhäftlinge“ (vielfach Familienangehörige von Deserteuren) verhaftet worden. Darunter waren Kinder, Frauen und Männer jeden Alters – bis zu über 80-jährigen.
Schätzungsweise zwischen 9.500 und 11.000 Personen waren im DuLa Bozen inhaftiert. 3.405 wurden in Konzentrationslager deportiert – 1930 ins KZ Mauthausen, 636 ins KZ Flossenbürg, 609 ins KZ Dachau, 68 Frauen ins KZ Ravensbrück, 136 ins KZ Auschwitz. 2050 von ihnen kehrten nicht mehr zurück, starben oder wurden ermordet. Vor der Deportation mussten sie Zwangsarbeit innerhalb des Lagers (Wäscherei, elektromechanische Werkstatt, Druckerei, Tischlerei, Schneiderei) oder in einem der Nebenlager (z. B. Virgltunnel / IMI, Kugellagerfabrik oder Sarntal / Straßenbauarbeiten) verrichten. Die Inhaftierten waren in einer Reihe von Baracken („Blocks“ genannt) untergebracht. Innerhalb des Lagers wurde im Oktober 1944 ein Gefängnis mit rund 30 sogenannten „Zellen“ gebaut. In diesen Tag und Nacht verschlossenen Isolations-Zellen, die komplett lichtundurchlässig gebaut waren, wurden jeweils zahlreiche Häftlinge auf engstem Raum zusammengepfercht. Die Überwachung dieser „Zellen“ lag in der Hand von Albino Cologna und den ihm unterstellten Michael Seifert und Otto Sein. Seifert ermordete als Aufseher 18 Menschen im Lager.

### Flucht nach Kanada und erste Versuche einer Belangung
Seifert war unmittelbar nach der Schließung des Lagers in Deutschland untergetaucht. Mitte 1951 beantragte er in Hannover ein Visum für Kanada, was ihm auch bewilligt wurde, da er falsche Angaben zu seiner Herkunft machte und vor allem seine Aktivitäten während des Krieges verschwieg.
Am 10. Juni 1954 erließ Italien einen Haftbefehl gegen Michael Seifert, Karl Friedrich Titho, Hans Haage und andere Nationalsozialisten und stellte einen Auslieferungsantrag an die Bundesrepublik Deutschland. Nach Artikel 16 des Grundgesetzes verweigerte Deutschland bei Titho und Haage die Auslieferung. Da Seifert zu diesem Zeitpunkt bereits untergetaucht war, geschah in seinem Fall nichts.
Im Jahr 1956 ergab sich aus einem Briefwechsel zwischen dem Italienischen Außenminister Gaetano Martino und dem Verteidigungsminister Paolo Emilio Taviani, dass die Eröffnung von Prozessen gegen ehemalige deutsche Angehörige der Wehrmacht zu Verstimmungen mit der Bundesrepublik hätte führen können, da diese am 12. November 1955 die Bundeswehr aufgebaut hatte und sich seit dem 6. Mai 1955 als Mitglied der NATO politisch und militärisch in das Bündnis gegen die Sowjetunion und den Warschauer Pakt integrieren wollte. Im Jahr 1960 wurden auf Beschluss des damaligen allgemeinen Militärstaatsanwaltes Enrico Santacroce daraufhin 695 Aktenbündel unter anderen mit Akten über die Kriegsverbrechen von Michael Seifert „provisorisch archiviert“. Diese Archivierung dauerte 34 Jahre und die Akten wurden erst im Jahr 1994 in einem versiegelten, mit der Tür zur Wand gestellten Schrank im Palazzo Cesi, dem Sitz der Allgemeinen Militäranwaltschaft in Rom, im so genannten „Schrank der Schande“ wiederentdeckt. Diese Archivierung wurde im Jahr 1998 nach dem Abschluss der Untersuchungen des Militärgerichtsrates als vollkommen rechtswidrig erachtet.

### Wiederaufnahme des Verfahrens ab 1999
Nachdem die italienischen Behörden 1999 – durch einen Artikel in der Zeitung La Stampa aufmerksam geworden – seinen Aufenthaltsort in Kanada ausfindig gemacht hatten, stellten sie ihm die Anklageschrift zu, bzw. forderten ihn in drei Schreiben (August 1999, November 1999 und September 2000) auf, an der anstehenden Verhandlung vor dem Militärgericht teilzunehmen. Seifert weigerte sich, an der Gerichtsverhandlung teilzunehmen.
Vom 20. bis zum 24. November 2000 wurden Seiferts Verbrechen, die er in der Zeit von Dezember 1944 (seiner Ankunft im Durchgangslager Bozen) bis zum 3. Mai 1945 (der Schließung des Lagers) begangen hatte, vor einem italienischen Militärgericht in Verona behandelt. Seifert wurde in 15 Fällen des Mordes und der Folter beschuldigt. Sechs Morde konnten ihm nicht schlüssig nachgewiesen werden – auch wegen fehlender, inzwischen verstorbener Zeugen. In internationalen Medien wurde und wird Seifert deshalb als „Bestie von Bozen“ (Beast of Bolzano/Boia di Bolzano) bezeichnet. Es blieben jedoch neun Morde, für die ausreichende Beweismittel vorlagen. Das Militärgericht verurteilte Seifert daraufhin in Abwesenheit zu einer lebenslangen Haftstrafe.
Seifert engagierte daraufhin Anwälte in Italien und ging in Revision. Die nächsthöhere Instanz (Corte Militare di Appello di Verona) lehnte die Revision des Urteils am 18. Oktober 2001 jedoch ab. Das daraufhin von Seifert bemühte italienische Kassationsgericht (Corte Suprema di Cassazione) entschied am 8. Februar 2002, dass sein Einspruch keine Grundlage habe, da das Urteil des Militärgerichts rechtmäßig sei. Im Oktober 2002 wurde das Urteil damit endgültig rechtskräftig.
Noch während das Revisionsverfahren vor dem Kassationsgericht lief, hatte Italien bereits am 26. April 2002 ein Auslieferungsersuchen an Kanada eingereicht und Seifert war am 1. Mai 2002 in Vancouver verhaftet worden.
Es musste über seine Ausweisung entschieden werden und Seifert hierzu angehört werden. Die Anhörungen fanden vom 2. April 2003 bis zum 27. August 2003 statt. Auch gegen die (drohende) Ausweisung und die gleichzeitig damit verbundene Aberkennung seiner kanadischen Staatsbürgerschaft setzte Seifert sich durch alle kanadischen Instanzen hindurch zur Wehr, so dass sein Fall schließlich den Court of Appeals for British Columbia, das oberste Gericht British Columbias erreichte und darüber entschieden wurde (Verhandlung 12. bis 14. März 2007 – Entscheidung 3. August 2007). Mitte Februar 2008 wurde Seifert an Italien ausgeliefert und im Militärgefängnis von Santa Maria Capua Vetere in der süditalienischen Region Kampanien inhaftiert.
Seifert verstarb am 6. November 2010 im Krankenhaus in Caserta im Alter von 86 Jahren. Da seine in Vancouver lebende Frau und der gemeinsame Sohn nichts unternahmen, um Seiferts Leiche nach Kanada zu überführen, wurde er auf einem Friedhof unweit von Caserta beerdigt.